# Culture Lima

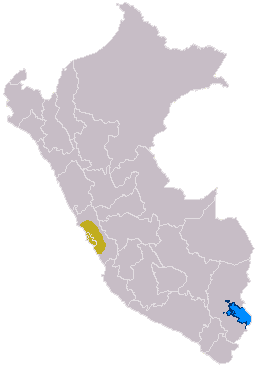
Aire de la civilisation Lima

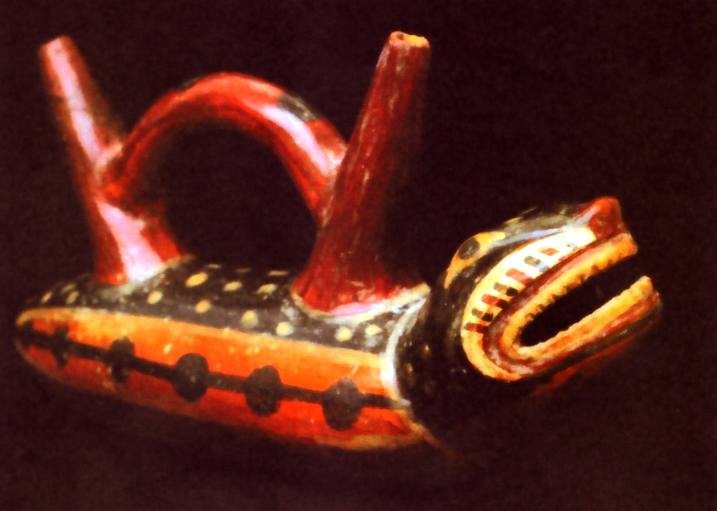
Céramique de la culture de Lima

La culture Lima est une ancienne civilisation précolombienne de l'Amérique du Sud qui a existé autour de la ville de Lima, dans l'actuel Pérou, entre 100 et 650 de notre ère.

## Emplacement géographique
La culture Lima, se développa dans les vallées des fleuves Chillón, Rímac et Lurín. Elle se déploya entre la vallée du fleuve Chancay, au nord, et celle du fleuve Mala, au sud. Elle s’étendit depuis les côtes de l’océan Pacifique jusqu’à la naissance de la cordillère des Andes. D’ailleurs, la culture Lima porte ce nom car elle a crû dans la zone de l’actuelle capitale Lima. 
Le temple de Pachacamac dans la vallée du Lurín est le temple le plus important de cette civilisation. Ensuite, sur la zone côtière de l’actuel district de Miraflores, se situe le site de Huaca Pucllana ou Pugliana.
Néanmoins, l’établissement de peuplement connu sous le nom de Playa Grande ne doit pas être oublié. Il est situé sur le lieu de l’actuelle station balnéaire de Santa Rosa de la métropole de Lima, et était certainement un site de renom supérieur à celui de Pachacamac ou d’autres colonies de la culture Lima. En effet, de par son emplacement, en face de l’océan et d’un groupe d’îles, il est considéré comme un lieu hautement important de la vie religieuse. De plus, les fouilles ont permis de découvrir de nombreuses céramiques et des instruments façonnés, notamment le Lanzón de Playa Grande.
Pourtant, une partie des secrets de Playa Grande ont été détruits par la construction de la station balnéaire. Actuellement, par manque de ressources et d’intérêt des autorités, il est possible que les vestiges restants, sur plus de cent hectares non urbanisés, se perdent. Cette zone non urbanisée est la proie de plusieurs agences immobilières, avec le consentement de l’agence gouvernementale chargée des biens nationaux.

## Rituels mortuaires
Deux types de sépultures existaient dans cette civilisation. 
Dans le premier cas, le corps était recouvert de deux voiles. Peu de pièces de céramique accompagnaient le cadavre qui était placé en position horizontale et enterré à une profondeur d’un mètre à un mètre cinquante. 
Dans le second rituel mortuaire, le corps, placé sur une sorte de lit construit à partir de bois et de roseaux, était recouvert de divers voiles décorés. Il était placé sur le dos. En plus de nombreux outils domestiques et de guerre, le corps était accompagné d’un autre cadavre, que l’on suppose avoir été sacrifié en son honneur.

## L’importance de la céramique
Lors du déclin de la culture Chavín, les communautés se situant sur la côte pacifique au centre de l’actuel Pérou, se développèrent en trois étapes, jusqu’à être absorbées par la culture Huari. Ces périodes nommées “Baños de Boza”, “Playa Grande” et “Maranga-Cajamarquilla-Nievería” se différencient principalement par le déploiement progressif de la céramique.
La céramique de la culture Lima utilise différents styles : l’interlocking et le Maranga. Le style interlocking se caractérise par son motif principal représentant une série de figures entrelacées entre elles, en forme de serpent, et comprenant des figures géométriques tels les lignes et les points. Le style Maranga, quant à lui, se caractérise par la présence de triangles et de cercles, de couleurs rouge, orange, blanche et noire.
- Baños de Boza ou Miramar
  - Céramique: rouge sur blanc
- Playa Grande
  - céramique tricolore : blanc, rouge et noir
  - Style interlocking
- Maranga, Cajamarquilla et Niveria
  - Céramique en quadrichromie : blanc, rouge, noir et gris

Ces styles sont, à leur tour, divisés par la classification de Patterson de 1964. Il catalogua la céramique Lima en neuf étapes. Ainsi, les sept premières correspondent au style interlocking et les deux dernières au Maranga.  
- La phase Lima 1 se caractérise par la production de grandes jarres et d’assiettes, aux décorations de couleurs blanche et noire ou  brunie.

- Lors de la phase Lima 2 se trouvent des assiettes et des marmites à l’encolure droite entièrement recouvertes d’un vernis blanc ou rouge.

- Dans la phase Lima 3, les verres aux côtés droits prédominent, ainsi que de grandes jarres et des assiettes.

- Lors de la phase Lima 4 un nouveau type de marmite apparaît : aux bords plats et avec des ornementations peintes.

- Dans la phase Lima 5, on retrouve principalement des assiettes aux bords incurvés, des marmites aux bords plats et des jarres mammiformes. Le motif récurrent est le serpent entrelacé (interlocking).

- La phase Lima 6 se caractérise par de grandes jarres.

- La phase Lima 7 se détermine par des marmites à l’encolure courbe et des jarres à l’encolure étendue, avec, entre autres, des décorations faites de triangles et de serpents entrelacés peints.

- Dans la phase Lima 8 les motifs précédents se répètent, avec des ornements en forme de triangle, de larges bandes de couleurs et de fines lignes blanches peintes.

- La phase Lima 9 répète les formes antérieures et ajoutent la couleuvre entrelacée dans l’ornementation.

## Économie
Tout comme l’ensemble des cultures de cette zone, la base de l’économie consistait en la pêche et l’agriculture pour la population Lima. Par exemple, cette population cultivait la courge de Siam, la patate douce, la chérimole, le haricot, le maïs, l’arachide, le lucuma, le pacae, le haricot de Lima et d’autres espèces de courges.
Par ailleurs, dans les palais et sanctuaires, convertis en centres urbains, la population produisait des tissus de coton et de laine de lama ou de vigogne.

## Technologie agricole
Deux œuvres d’ingénierie témoignent de leur technologie, œuvres qui sont encore utilisées aujourd’hui. Le “Río Surco” est un canal d’irrigation qui transporte les eaux du río Rímac du district d’Ate Vitarte à Chorrillos, en passant par les districts de Santiago de Surco, Miraflores et Barranco. 
Le second héritage est une œuvre hydraulique nommée le “Canal de Huática”, qui transporte les eaux depuis La Victoria au district de San Miguel.